# Protosphagnum
Protosphagnum (лат.) — род вымерших растений из класса сфагновых мхов, единственный в порядке Protosphagnales. Представлен единственным видом — Protosphagnum nervatum.
Protosphagnum во многом напоминал представителей современного рода мхов Sphagnum, однако клетки листьев демонстрировали менее ярко выраженный диморфизм, чем у представителей Sphagnum. Экземпляры Protosphagnum nervatum были найдены в отложениях пермского периода (272,3—252,17 млн лет назад) на территории Российской Федерации.